# 澳門國際帆船賽
澳門國際帆船賽（英語：Macao International Regatta）由體育局及北斗星航海賽事管理主辦，海事及水務局和澳門風帆船總會協辦。主辦單位希望透過舉辦國際帆船賽事，發展海上體育活動，豐富本地體育盛事。賽事作為澳門每年的第一項體育盛事。2022年賽事得到美高梅冠名贊助改為「美高梅澳門國際帆船賽」。

## 歷史

### 粵港澳大灣區盃帆船賽暨澳門盃國際帆船賽
由體育局及縱橫四海航海賽事管理主辦、海事及水務局和澳門風帆船總會協辦的2019粵港澳大灣區盃帆船賽暨澳門盃國際帆船賽，首次在澳門舉辦的國際性大帆船賽事，黑沙海灘以南水域至黃茅島一帶以環島賽和場地賽形式舉行。本次賽事將邀請來自中國、澳洲、俄羅斯、美國、法國、德國和西班牙等多個國家和地區的20支船隊參賽，分別競逐粵港澳大灣區盃IRC組和澳門盃國際帆船賽博納多First 40.7統一設計組的比賽。市民及旅客可於黑沙龍爪角、黑沙海灘及竹灣海灘觀賞上述兩項賽事的進行。大會為了讓觀眾於近岸位置都可以觀賞帆船比賽，在澳門旅遊塔對開往內港航道以南水域（嘉樂庇總督大橋至西灣大橋之間水域）舉行由高速雙體帆船進行近岸表演賽。
2020年賽事將邀請來自中國、新西蘭、俄羅斯、法國、愛沙尼亞、菲律賓及意大利等多個國家地區共22支帆船隊伍，而今屆大會亦新增一項雙體帆船國際邀請賽Hobie16統一設計組賽事，邀請中國、印尼、泰國、香港及澳門等國家地區共15支船隊參賽，並在澳門科學館對開往內港航道以南水域爭奪錦標。大會並邀得曾執法奧運及世錦賽、來自韓國的國際知名裁判鄭昇徹擔任仲裁主席，仲裁團隊分別有來自中國、俄羅斯、印度及新加坡等的成員。

### 美高梅澳門國際帆船賽
受COVID-19疫情影響在闊別一年後重臨，由體育局、北斗星航海賽事管理主辦，得到美高梅冠名贊助的2022美高梅澳門國際帆船賽。賽事共有三個比賽項目，分別為粵港澳大灣區盃帆船賽IRC組、澳門盃國際帆船賽博納多First 40.7統一設計組及雙體帆船國際邀請賽Hobie16統一設計組。粵港澳大灣區盃以及澳門盃國際帆船賽賽事，邀請來自中國及世界多個國家地區共22支帆船隊伍在澳門黑沙海灘以南水域競逐；而雙體帆船國際邀請賽Hobie16統一設計組別共15支船隊，在澳門科學館對開往內港航道以南水域爭奪錦標。主辦單位在賽事期間亦在澳門美高梅舉辦一系列周邊活動，包括帆船展示、工作坊及專題攝影比賽等，期望進一步推動帆船運動的認識及發展。
2023年賽事共有三個比賽項目，分別為粵港澳大灣區盃帆船賽IRC組、澳門盃國際帆船賽博納多First 40.7統一設計組及雙體帆船國際邀請賽Hobie 16統一設計組。粵港澳大灣區盃共11支帆船隊伍以及澳門盃國際帆船賽11支帆船隊伍將在澳門黑沙海灘以南水域競逐；而雙體帆船國際邀請賽Hobie 16統一設計組別共15支船隊，在澳門科學館對開往內港航道以南水域爭奪錦標。主辦單位邀請到世界帆聯認證的國際仲裁及國際裁判對本次賽事進行執裁。美高梅於1月6日至8日一連三天，在賽事期間在澳門美高梅維天閣舉行一系列多元化的周邊活動，包括新增設的『帆船FUNDAY』以及Hobie16帆船展示，集合以帆船為主題的不同類型遊戲及體驗活動。
首次得到珠海市文化廣電旅遊體育局支持的2024美高梅澳門國際帆船賽，約有300人共37支船隊分別在三個項目爭奪錦標。三個組別共37支帆船隊約300名來自28個國家或地區運動員來澳參賽。體育局長潘永權指出，過去幾屆的澳門國際帆船賽成功舉辦，吸引了不同國家及地區的隊伍來澳參賽，促進本澳海上運動的發展，同時亦加強大灣區內體育方面的交流與合作，提供一個讓本地帆船隊伍與高水平隊伍切磋學習及提升技術水平的機會。大會增設網上直播賽事，在澳門體育盛事的YouTube官方帳號、Facebook專頁，MGM美高梅Facebook專頁及澳門國際帆船賽官方網頁等多個網上平台，以及旗魚體育微信影音號進行直播，讓觀眾可於網上觀看現場實況。

#### 引入世界對抗巡迴賽
由澳門體育局、美高梅、北斗星航海賽事管理主辦，澳門海事及水務局、澳門風帆船總會協辦的2025美高梅澳門國際帆船賽於1月8日至12日在澳門舉行，今次引入受世界帆聯認可的世界錦標賽級別的特別賽事，而澳門站更是2025年巡迴賽賽季的揭幕戰，期望賽事能吸引更多不同地方帆船運動愛好者注視，提供一個讓本地帆船隊伍與高水平隊伍切磋學習、提升水平的機會。賽事的亮點之一為受世界帆船聯合會認可的世界錦標賽級別特別賽事世界帆船對抗巡迴賽─澳門對抗賽，世界帆船對抗巡迴賽自2000年創立以來，一直致力推動帆船運動發展，並在全球舉辦多項高水平賽事，是全球最具代表性的帆船賽事之一；賽事更被世界帆船聯合會授予特別賽事地位，年度總冠軍獲得世界冠軍的榮譽。本屆澳門對抗賽吸引世界頂級帆船選手匯聚澳門，為觀眾帶來激動人心的精彩比賽。

## 賽制

### 賽時水域（2019年—2024年）
- 粤港澳大灣區盃：黑沙海灘以南水域
- 澳門盃：黑沙海灘以南水域
- 雙體帆船國際邀請賽：科學館對開往內港航道以南水域

### 賽時水域（2025年）
- 澳門對抗賽：科學館對開澳門水道以南水域
- 蓮花盃：黑沙海灘以南水域
- 粤港澳大灣區盃：黑沙海灘以南水域

### 賽時組別
| 年份                                   | 粵港澳大灣區盃IRC組                                                               | 澳門盃國際帆船賽博納多First 40.7統一設計組                                                        | 雙體帆船國際邀請賽Hobie16統一設計組                                        |                                        |                                        |                                        |                                        |
| 粵港澳大灣區盃帆船賽暨澳門盃國際帆船賽 | 粵港澳大灣區盃帆船賽暨澳門盃國際帆船賽                                            | 粵港澳大灣區盃帆船賽暨澳門盃國際帆船賽                                                            | 粵港澳大灣區盃帆船賽暨澳門盃國際帆船賽                                     | 粵港澳大灣區盃帆船賽暨澳門盃國際帆船賽 | 粵港澳大灣區盃帆船賽暨澳門盃國際帆船賽 | 粵港澳大灣區盃帆船賽暨澳門盃國際帆船賽 | 粵港澳大灣區盃帆船賽暨澳門盃國際帆船賽 |
| -------------------------------------- | --------------------------------------------------------------------------------- | ------------------------------------------------------------------------------------------------- | -------------------------------------------------------------------------- | -------------------------------------- | -------------------------------------- | -------------------------------------- | -------------------------------------- |
| 2019                                   | 10隊（ 中国深圳3隊、 中国廣州、 香港4隊、 澳門2隊）                               | 10隊（ 、 加拿大、 爱沙尼亚、 法國、 德国、 日本、 菲律賓、 新加坡、 俄羅斯、 阿联酋）            | 未開設                                                                     |                                        |                                        |                                        |                                        |
| 2020                                   | 11隊（ 中国深圳3隊、 中国上海、 香港5隊、 澳門2隊）                               | 11隊 （ 中国2隊、 爱沙尼亚、 法國、 香港、 義大利、 澳門、 新西兰、 菲律賓、 俄羅斯2隊）          | 15隊（ 中国4隊、 德国、 香港3隊、 印度尼西亞、 澳門、 新西兰、 泰國3隊）   |                                        |                                        |                                        |                                        |
| 美高梅澳門國際帆船賽                   |                                                                                   |                                                                                                   |                                                                            |                                        |                                        |                                        |                                        |
| 2022                                   | 11隊（ 中国深圳4隊、 中国惠州2隊、 中国上海2隊、 中国徐州、 中国廣州、 澳門）     | 10隊（ 加拿大、 中国3隊、 德国2隊、 日本、 澳門、 荷蘭、 南非）                                   | 13隊（ 中国12隊、 澳門）                                                   |                                        |                                        |                                        |                                        |
| 2023                                   | 9隊（ 中国深圳3隊、 中国廣州、 中国上海、 中国中山、 中国海口、 中国三亞、 澳門） | 11隊（ 中国8隊、 澳門、 美国、 南非）                                                             | 15隊（ 中国14隊、 澳門）                                                   |                                        |                                        |                                        |                                        |
| 2024                                   | 11隊（ 中国5隊、 香港5隊、 澳門）                                                 | 11隊（ 加拿大2隊、 中国、 爱沙尼亚、 德国、 義大利、 日本、 拉脫維亞、 菲律賓、 中華臺北、 南非） | 15隊（ 加拿大、 中国4隊、 德国、 香港3隊、 、 澳門2隊、 新西兰、 泰國2隊） |                                        |                                        |                                        |                                        |
| 年份                                   | 粵港澳大灣區盃帆船賽                                                              | 蓮花盃帆船賽                                                                                      | 世界帆船對抗巡迴賽—澳門對抗賽                                              |                                        |                                        |                                        |                                        |
| 2025                                   | 11隊（ 中国4隊、 香港6隊、 澳門）                                                 | 9隊（ 加拿大、 中国2隊、 德国、 日本、 土耳其2隊、 美国）                                         | 12隊（ 2隊、 法國4隊、 英国、 義大利、 新西兰、 瑞典、 美国2隊）           |                                        |                                        |                                        |                                        |

### 技術官員
世界帆聯註冊的國際裁判長與國際仲裁前來為比賽進行執裁

## 歷屆冠軍
| 年份                                   | 舉行日期                               | 粵港澳大灣區盃IRC組                                                               | 澳門盃國際帆船賽博納多First 40.7統一設計組                                                                | 雙體帆船國際邀請賽Hobie16統一設計組                                                                   |                                        |                                        |                                        |
| 粵港澳大灣區盃帆船賽暨澳門盃國際帆船賽 | 粵港澳大灣區盃帆船賽暨澳門盃國際帆船賽 | 粵港澳大灣區盃帆船賽暨澳門盃國際帆船賽                                            | 粵港澳大灣區盃帆船賽暨澳門盃國際帆船賽                                                                    | 粵港澳大灣區盃帆船賽暨澳門盃國際帆船賽                                                                | 粵港澳大灣區盃帆船賽暨澳門盃國際帆船賽 | 粵港澳大灣區盃帆船賽暨澳門盃國際帆船賽 | 粵港澳大灣區盃帆船賽暨澳門盃國際帆船賽 |
| -------------------------------------- | -------------------------------------- | --------------------------------------------------------------------------------- | --- | --- | -------------------------------------- | -------------------------------------- | -------------------------------------- |
| 2019                                   | 1月10日至13日                          | 總冠軍： 澳門萬博魚航海隊 · 總亞軍： 香港BLU隊 · 總季軍： 澳門Sugram Seamo隊      | 總冠軍： 德国符騰堡帆船俱樂部隊 · 總亞軍： 法國MARENOSTRUM RACING CLUB隊 · 總季軍： 菲律賓蘇比克/綠松石隊 | 未開設                                                                                                |                                        |                                        |                                        |
| 2020                                   | 1月9日至12日                           | 總冠軍： 香港特想·文化集團隊 · 總亞軍： 香港BLU隊 · 總季軍： 澳門Sugram Seamo隊   | 總冠軍： 法國Péan隊 · 總亞軍： 爱沙尼亚Windy隊 · 總季軍： 俄羅斯Vivat Sailing隊                           | 總冠軍： 泰國Vayu隊 · 總亞軍： Diva隊 · 總季軍： 泰國Phoenix隊                                        |                                        |                                        |                                        |
| 美高梅澳門國際帆船賽                   |                                        |                                                                                   | | |                                        |                                        |                                        |
| 2022                                   | 1月13日至16日                          | 總冠軍： 中国華雲智能健康隊 · 總亞軍： 中国上海老水手 · 總季軍： 中国如一航海     | 總冠軍： 中国木屋燒烤隊 · 總亞軍： 中国廣西北海老男孩夢之隊 · 總季軍： 南非意大利遊艇帆船隊               | 總冠軍： 中国三亞UC.18帆船隊 · 總亞軍： 中国營口追風夏日隊 · 總季軍： 中国CAT FEVER                   |                                        |                                        |                                        |
| 2023                                   | 1月5日至8日                            | 總冠軍： 中国中山帆船隊 · 總亞軍： 中国廣州南沙隊 · 總季軍： 中国澳德賽海洋俱樂部 | 總冠軍： 中国老男孩夢之隊 · 總亞軍： 南非ExeQute Racing · 總季軍： 中国深藍航海隊                         | 總冠軍： 中国浪客航海 · 總亞軍： 中国吻汐 · 總季軍： 中国CAT FEVER                                    |                                        |                                        |                                        |
| 2024                                   | 1月11日至14日                          | 總冠軍： 中国木屋燒烤隊 · 總亞軍： 澳門萬博魚航海隊 · 總季軍： 中国SailingIn      | 總冠軍： 德国Canados Sailing隊 · 總亞軍： 爱沙尼亚Windy隊 · 總季軍： 加拿大Vivat Sailing                  | 總冠軍： 泰國Yacht Racing of Thailand隊 · 總亞軍： 泰國Fenix隊 · 總季軍： Jeonbuk隊                   |                                        |                                        |                                        |
| 年份                                   | 舉行日期                               | 粵港澳大灣區盃帆船賽                                                              | 蓮花盃帆船賽                                                                                              | 世界帆船對抗巡迴賽—澳門對抗賽                                                                         |                                        |                                        |                                        |
| 2025                                   | 1月8日至12日                           | 總冠軍： 香港CAPITANO · 總亞軍： 中国風浪裡帆船隊 · 總季軍： 香港RAMPAGE          | 總冠軍： 土耳其Ravenol Sailing Team · 總亞軍： 中国老男孩夢之隊 · 總季軍： 土耳其Amigos Sailing Team      | 總冠軍： 英国Pindar By Manuport Logistics · 總亞軍： 新西兰Knots Racing · 總季軍： 美国Riptide Racing |                                        |                                        |                                        |

## 相關活動

### 海上觀賽活動
為了讓市民可近距離觀賞賽事及船隊巡遊，開設海上觀賽增加市民對帆船的認識。
為提高本澳居民對帆船運動的認識和興趣，大會特別在漁人碼頭與西灣大橋間的海域安排船隊巡遊及表演賽，於2019年10至13日每日中午12時至下午3時有6艘諾卡拉17帆船（2020年東京奧運帆船項目）的高速雙體船進行近岸表演賽。觀眾可於岸邊近距離觀賞帆船，市民及旅客可在比賽開始前，前往澳門孫逸仙大馬路及氹仔海洋大馬路沿岸位置觀賞。
2022年1月16日（星期日）舉辦觀賽活動，安排遊覽船接載市民駛往澳門科學館對開海面，觀賞參賽船隊巡遊，及後在同一地點觀賞雙體帆船國際邀請賽。因應隣近地區的疫情發展，為配合政府防疫工作，經主辦單位綜合評估，公佈取消原定於1月16日舉行觀賽活動，但有關賽事及船隊巡遊仍繼續舉行。
| 船隊巡遊                                                           |
| ------------------------------------------------------------------ |
| 澳門漁人碼頭->科學館->觀音像->嘉樂庇橋底->旅遊塔->沿路折返到友誼橋 |

### 帆船FUN DAY
活動於2023年1月6至8日假澳門美高梅維天閣舉行。集合以帆船為主題的不同類型遊戲及體驗活動,加上無敵海景及美食,提高大眾對水上體育活動的興趣和參與度。活動內容涵蓋多個以帆船為主題的攤位遊戲、遙控船對戰、OP帆船及滑浪風帆選手體驗、親子工作坊、特色美食、互動表演等元素。

### 親子FUN DAY
主辦單位於2024年1月13日和14日，一連兩日在澳門觀音像海濱休憩區海角星岸舉行活動，現場設有帆船體驗，親子工作坊和賽事直播，居民及旅客可免費入場，以不同形式參與賽事及加深對帆船運動的認識。

## 外部鏈接
- 澳門國際帆船賽官方網站
- 世界帆船對抗巡迴賽官方網站